# John Leslie (cầu thủ bóng đá)
John Alexander Leslie (sinh ngày 25 tháng 10 năm 1955) là một cựu cầu thủ bóng đá chuyên nghiệp người Anh. Ông được biết đến nhiều nhất khi thi đấu cho Wimbledon, nơi ông trải qua 8 năm. Trước khi rời câu lạc bộ, ông là thành viên cuối cùng trong đội hình thi đấu tại Football League năm 1977. Sau đó ông thi đấu cho Gillingham và Millwall.